# Quizilcum

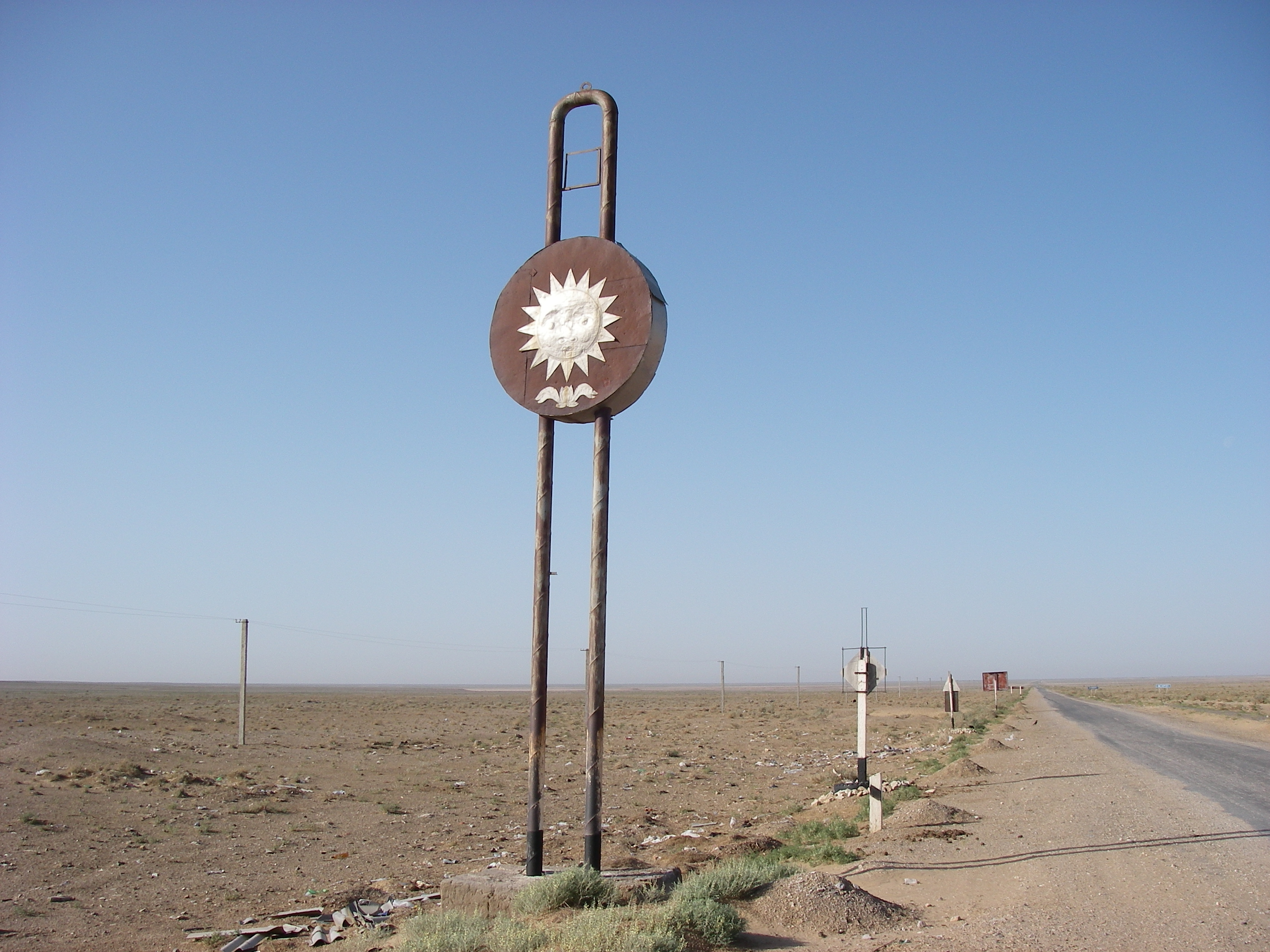
Aspecto do deserto de Quizilcum em 2008, no lado sul da localidade de Jongeldi, no Uzbequistão

Quizilcum ou Kyzyl Kum (em uzbeque: Qyzylqum, que significa areias vermelhas) é um grande deserto do Uzbequistão e Cazaquistão, localizado na Ásia Central, entre os rios Amu Dária e Sir Dária. O deserto cobre uma área de 298 000 km², sendo o 11.º maior deserto do mundo.
É conhecido pelo seu subsolo possuir depósitos de ouro e gás natural que se encontram ao longo dos cursos de água e dos oásis nele existentes.